# Jeziorka (Damnica)
Jeziorka (deutsch Gesorke, 1938–45 Kleinwasser, kaschubisch Jézorka) ist ein kleines Dorf in der polnischen Woiwodschaft Pommern. Es gehört zur Landgemeinde Damnica (Hebrondamnitz) im Powiat Słupski (Kreis Stolp).

## Geographische Lage
Jeziorka liegt nordöstlich der Kreisstadt Słupsk (Stolp) an einer Nebenstraße, die Grapice (Grapitz) mit Szczypkowice (Zipkow) verbindet. Die nächste Bahnstation ist das sieben Kilometer entfernte Potęgowo (Pottangow) an der Bahnstrecke von Stargard in Pommern nach Danzig.

## Ortsname
Die Bezeichnung Jeziorka kommt in Polen noch als Name zweier Flüsse vor.

## Geschichte
Um 1784 bestand Gesorke aus einem Vorwerk und zwei Kossäten bei insgesamt drei Feuerstellen. 1804 war das Gut im Besitz von Wilhelm von Bonin, danach wechselte es an Familie Hildebrandt, bis es schließlich an Georg von Boehn kam, dessen Sohn Joachim der letzte Besitzer vor 1945 war. Das Gut war 1938 410 Hektar groß – davon 363 Hektar Ackerland und der Rest Weiden, Wiesen, Wald und Unland. 
Im Jahre 1910 lebten im Gutsbezirk Gesorke 89 Menschen. Der Ort gehörte zum Landkreis Stolp im Regierungsbezirk Köslin der preußischen Provinz Pommern.
Mit der Gemeindereform 1927/28 verlor Gesorke seine Selbständigkeit und wurde eine Ortschaft in der Gemeinde Lojow (heute polnisch: Łojewo). Im Jahre 1937 erhielt der Ort den Namen Kleinwasser.
Nach dem Einmarsch der Russen am 8. März 1945 nahm im Frühjahr 1946 Polen den Ort in Besitz. Der Ort erhielt die Bezeichnung Jeziorka und ist heute Teil der Gmina Damnica im Powiat Słupski in der Woiwodschaft Pommern (1975 bis 1998 Woiwodschaft Stolp). Hier wohnen jetzt 40 Menschen.

## Kirche
In Gesorke respektive Kleinwasser waren die Einwohner vor 1945 fast alle evangelischer Konfession. Der Ort gehörte zum Kirchspiel Stojentin (Stowięcino) im Kirchenkreis Stolp-Altstadt im Ostsprengel der Kirchenprovinz Pommern der Kirche der Altpreußischen Union. Letzter deutscher Geistlicher vor 1945 war Pfarrer Rudolf Kaun.
Seit 1945 ist die Bevölkerung von Jeziorka überwiegend katholisch. Das Dorf ist jetzt in die Pfarrei Damno (Dammen) im Dekanat Główczyce (Glowitz) im Bistum Pelplin der Katholischen Kirche in Polen eingegliedert. Hier lebende evangelische Kirchenglieder gehören zur Filialkirche Główczyce der Kreuzkirchengemeinde in Słupsk (Stolp) in der Diözese Pommern-Großpolen der Evangelisch-Augsburgischen Kirche in Polen.

## Schule
Die Schule in Gesorke war bis 1945 einstufig. 1932 besuchten sie 29 Schulkinder. Letzter deutscher Schulhalter war Lehrer Giese.